# Гавриков, Павел Александрович
Павел Александрович Гавриков (11 ноября 1912, деревня Высокое, Калужская губерния — пропал без вести (по другим данным, был убит в бою) вблизи деревни Магнушев Малы, ныне гмина Шелькув, Макувский повят, Мазовецкое воеводство, Польша, 24 октября 1944) — младший сержант Красной армии; участник Великой Отечественной войны и полный кавалер ордена Славы.
Участник битвы за Москву, Сталинградской битвы, Орловской наступательной операции, освобождения Левобережной Украины, битвы за Днепр, Гомельско-Речицкой наступательной операции, Бобруйской наступательной операции, Минской наступательной операции и Ломжа-Ружанской наступательной операции.

## Биография
Родился 12 ноября 1912 года в деревне Высокое (ныне Хвастовичский район, Калужская область) в семье крестьянина. Получил начальное образование. В 1937 году переехал в Шаликово (ныне Можайский район, Московская область). Работал на Дороховском стекольном заводе плотником.
В Красной армии с 11 сентября 1941 года (по другим данным, с октября того же года). В боевых действиях начал принимать участие с октября 1941 года. За время Великой Отечественной войны был трижды ранен.
Во время боёв на подступах к Орлу 17 июня 1943 года, отражая вражескую контратаку Павел Гавриков и отделение, которым он командовал, уничтожили 6 солдат противника. Во время этого боя Гавриков был ранен, однако продолжал оставаться в строю и командовать подразделением. 11 июня 1944 года младший сержант Павел Гавриков был награждён орденом Славы 3-й степени.
24 июня 1944 года во время боёв вблизи Костюшево (ныне Рогачёвский район Гомельской области Беларуси) Павел Гавриков заменил погибшего наводчика миномёта, в ходе этого боя Гавриков уничтожил 2 крупнокалиберных пулемёта вместе с их расчётами и до 20 солдат противника (по другим данным, более 10 солдат противника), также вывел из строя вражеский миномёт. 18 августа 1944 года младший сержант Павел Гавриков был награждён орденом Славы 2-й степени.
3 сентября того же года в ходе боёв за деревню Рынек (Остроуский повят, Мазовецкое воеводство, Польша) Павел Гавриков обеспечил быстрое заряжание миномёта. Расчётом Гаврикова было уничтожено 2 вражеские огневые точки вместе с их расчётами, что помогло успешному продвижению стрелкового подразделения. На следующий день участвовал в форсировании реки Нарев и в бою за удержание плацдарма. 1 октября того же года был награждён орденом Красной Звезды.
10 октября 1944 года в ходе прорыва оборонительного вражеского рубежа вблизи деревни Биндужка (Макувский повят, Мазовецкое воеводство, Польша), будучи наводчиком миномёта, Павел Гавриков выпустил 380 мин и при этом уничтожил 3 вражеские огневые точки. В ходе дальнейшего боя уничтожил 10 немецких военнослужащих. 13 октября того же года в ходе форсирования реки Ожиц вблизи Магнушев Малы (Шелькув (гмина), Макувский повят, Мазовецкое воеводство, Польша) Павел Щербаков вёл огонь дымовыми минами, создав густой дымовой занавес, благодаря чему стрелковое подразделения переправились через реку без потерь. В ходе дальнейших боёв за расширение плацдарма подавил вражеский ДЗОТ. 24 марта 1945 года был награждён орденом Славы 1-й степени, став полным кавалером ордена Славы.
По одним данным, 24 октября 1944 года Павел Гавриков был убит в бою и был похоронен в населённом пункте Магнушев Малы, по другим данным, он пропал без вести в тот же день вблизи того же населённого пункта.

## Награды
- Орден Красной Звезды (1 октября 1944)[1][2];
- Орден Славы 1-й степени (24 марта 1945)[1][2];
- Орден Славы 2-й степени (18 августа 1944 — № 3036)[1][2];
- Орден Славы 3-й степени (11 июня 1944)[1][2].